# Felix Stienz
Felix Stienz (* 17. Dezember 1982 in Berlin) ist ein deutscher Filmregisseur, Drehbuchautor, Filmeditor und Filmproduzent.

## Werdegang
Felix Stienz begann nach dem Abitur zunächst ein Wirtschaftsstudium, später studierte er Medien- und Informationswesen. Daneben begann er damit, Filme zu drehen. 2009/2010 erhielt er ein Stipendium der Europäischen Rundfunkunion. Sein erster abendfüllender Spielfilm Puppe, Icke & der Dicke wurde 2012 beim Max Ophüls Festival mit dem Publikumspreis ausgezeichnet. Außerdem nahm er an dem deutschen Nachwuchsfilmfestival Werkstatt der Jungen Filmszene teil.
Stienz ist Mitinhaber der Filmproduktionsfirma Strangenough Pictures.
Er ist Vater von drei Söhnen und lebt in Köln.

## Auszeichnungen
Cellu l’art Kurzfilmfest
- 2005: Publikumspreis für 2 Minuten

Shnit
- 2008: Publikumspreis für Antje und wir

Unabhängiges FilmFest Osnabrück
- 2008: Kurzfilmpreis für Antje und wir

Alpinale
- 2010: Betty B. & the The’s in der Kategorie Internationaler Film

Filmfestival Max Ophüls Preis
- 2012: Publikumspreis für Puppe, Icke & der Dicke

Grimme-Preis 
- 2018: Kroymann in der Kategorie Unterhaltung
- 2019: Kroymann in der Kategorie Unterhaltung

Deutscher Fernsehpreis
- 2019: Kroymann

## Filmografie (Auswahl)
- 2007: Antje und wir (Kurzfilm, Regie, Drehbuch, Schnitt)
- 2009: Betty B. & the The’s (Kurzfilm, Regie, Drehbuch, Schnitt)
- 2009: Meeting Laura (Kurzfilm, Regie, Drehbuch, Schnitt)
- 2010: Schließ die Augen und wach auf (Kurzfilm, Drehbuch, Schnitt)
- 2012: Puppe, Icke & der Dicke (Regie, Drehbuch, Schnitt)
- 2018: Merz gegen Merz (Regie)
- 2019: Frau Jordan stellt gleich (Regie)
- seit 2022: SOKO Köln (Regie)
- 2023: Merz gegen Merz – Hochzeiten (Regie)
- 2024: Merz gegen Merz – Geheimnisse (Regie)